# Andrew W. Doig
Andrew Wheeler Doig (* 24. Juli 1799 in Salem, New York; † 11. Juli 1875 in Brooklyn, New York) war ein US-amerikanischer Jurist und Politiker. Zwischen 1839 und 1843 vertrat er den Bundesstaat New York im US-Repräsentantenhaus.

## Werdegang
Andrew Wheeler Doig wurde kurz vor dem Ende des 18. Jahrhunderts in Salem im Washington County geboren. Er verfolgte eine akademische Laufbahn. Doig zog nach Lowville und ging dort kaufmännischen Geschäften nach. Er arbeitete 1825 als Stadtschreiber (town clerk) in Lowville und zwischen 1825 und 1831 als Stadtschreiber (county clerk) im Lewis County. 1832 saß er in der New York State Assembly. Er zog 1833 nach Martinsburg, wo er in den Jahren 1833 und 1834 als Kassierer in der Lewis County Bank arbeitete. Dann kehrte er nach Lowville zurück. Zwischen 1835 und 1840 bekleidete er den Posten als Vormundschafts- und Nachlassrichter (surrogate) im Lewis County. Politisch gehörte er der Demokratischen Partei an.
Bei den Kongresswahlen des Jahres 1838 für den 26. Kongress wurde Doig im 16. Wahlbezirk von New York in das US-Repräsentantenhaus in Washington, D.C. gewählt, wo er am 4. März 1839 die Nachfolge von Arphaxed Loomis antrat. Nach einer erfolgreichen Wiederwahl im Jahr 1840 schied er nach dem 3. März 1843 aus dem Kongress aus.
Zwischen 1843 und 1847 saß er im Verwaltungsrat der Bank of Lowville und war dort Vizepräsident. Er zog 1849 nach Kalifornien. Dort ging er einer Beschäftigung im Bergbau nach. 1850 kehrte er nach Lowville zurück. Dort lebte er bis ins fortgeschrittene Alter. Zwischen 1853 und 1857 war er Büroangestellter im Zollamt von New York City. Am 11. Juli 1875 verstarb er in der damals noch eigenständigen Stadt Brooklyn. Sein Leichnam wurde auf dem Rural Cemetery in Lowville beigesetzt.